# Darrin Dorsey
Darrin Dorsey (Phoenix, 17 maggio 1987) è un cestista statunitense con cittadinanza cambogiana.